# Diskönoir Live
Albums de Étienne Daho
Les Chansons de l'innocence retrouvée
(2013) L'Homme qui marche
(2015)
Diskönoir Live est un album live d'Étienne Daho enregistré à la Cité de la musique de Paris le 5 juillet 2014. Il est paru le 24 novembre 2014. Une version double CD est également sorti à la même date.

## Titres du CD
1. Satori thème
2. Des attractions désastre
3. L'homme qui marche
4. Saudade
5. En surface
6. Le grand sommeil
7. Soleil de minuit
8. L'invitation
9. Des heures hindoues
10. L'adorer
11. Tombé pour la France
12. Sortir ce soir
13. Comme un boomerang
14. Le premier jour
15. Épaule tattoo
16. La peau dure
17. Ouverture
18. Les chansons de l'innocence
19. Bleu comme toi

Bonus en exclusivité dans la version deluxe : duos enregistrés à la Salle Pleyel en juillet 2014
1. La ville en duo avec Lescop
2. Les lueurs matinales en duo avec François Marry
3. En surface en duo avec Dominique A